# Rock Island (Illinois)
Rock Island város az Amerikai Egyesült Államok Illinois államában, Rock Island megyében, melynek megyeszékhelye. Lakosainak száma 37 108 fő (2020. április 1.).

## Népesség
A település népességének változása:

| 2010 | 39 018 |
| 2020 | 37 108 |